# Robert Fischer (Jurist)
Robert Fischer  (* 1. Dezember 1904 in Hamburg; † 16. Mai 1987 in Bremen) war ein Rechtsanwalt und Notar sowie ein Politiker (NSDAP, Deutsche Partei (DP), CDU) und er war Mitglied der Bremischen Bürgerschaft. 

## Biografie

### Ausbildung und Beruf
Fischer absolvierte nach seinem Abitur eine kaufmännische Lehre. Seit 1926 studierte er Rechtswissenschaften. Nach dem 1. und 2. juristischen Examen wurde er im Dezember 1933 als Assessor vom Reichsjustizministerium für eine hauptamtliche Tätigkeit beim Rechtsamt der NSDAP-Auslandsorganisation (NSDAP/AO) beurlaubt. Er war seit 1937 als Legationsrat in der Rechtsabteilung des Auswärtigen Amtes. Von 1937 bis 1939 war er persönlicher Referent von Staatssekretär z. b. V. Ernst Wilhelm Bohle, der Gauleiter der NSDAP/AO war. Vom März 1944 bis zum August 1944 war er Generalkonsul in Toulouse und vom März 1944 bis Mai 1944 abgeordnet an die deutsche Botschaft bei Marschall Philippe Pétain in Sigmaringen. Er war im Zweiten Weltkrieg von 1939 Soldat, zuletzt Hauptmann, und er wurde 1944 nach einer schweren Verwundung wieder in den Auswärtigen Dienst gestellt. Von 1945 bis 1948 war interniert. 1948 wurde er als Minderbelasteter entnazifiziert.
Er war nach dem Krieg nach 1948 zunächst juristischer Hilfsarbeiter bei zwei Anwaltskanzleien in Bremen. Eine Zulassung als Anwalt wurde von der US-Militärregierung abgelehnt. Im August 1950 wurde er in Anwendung des bremischen Gesetzes zum Abschluss der Entnazifizierung mit Wirkung vom 1. Mai 1950 nur noch als Mitläufer eingestuft und konnte deshalb als Rechtsanwalt und später auch als Notar in Bremen tätig sein.
Der Wahlvorschlag der DP-Fraktion von 1951 für eine Berufung in den Staatsgerichtshof der Freien Hansestadt Bremen wurde nach Protest und Einspruch der SPD-Fraktion wegen Fischers NS-Vergangenheit zurückgezogen.

### Politik
Fischer wurde 1928 Mitglied der DNVP. Er trat dann zum 1. Dezember 1931 der NSDAP bei (Mitgliedsnummer 803.224) und war von 1931 bis 1935 Mitglied der SA. Vom März 1933 bis zum Oktober 1934 war er Ratsherr in Wandsbek. Von 1935 bis 1938 war er Richter beim Parteigericht der NSDAP-AO. 
Er war nach dem Zweiten Weltkrieg Mitglied in der rechtsgerichteten Deutschen Partei (DP) und ab 1961 in der Gesamtdeutschen Partei (GDP). Er trat 1962 in die CDU ein.
Von 1959 bis 1975 war er 16 Jahre lang Abgeordneter der Bremischen Bürgerschaft und in verschiedenen Deputationen und Ausschüssen der Bürgerschaft tätig. Vom Mai bis zum September 1962 hospitierte er bei der CDU-Fraktion. Von 1963 bis 1971 fungierte er als Stellvertretender Vorsitzender der CDU-Fraktion. Von 1971 bis 1975 war er Stellvertretender Vorsitzender des Petitionsausschusses.